# Червен клен
Червеният клен (на латински: Ácer rúbrum) е листопадно дърво от семейство Sapindaceae. Видът е незастрашен от изчезване.

## Разпространение и местообитание
Видът е широко разпространен в източната част на Северна Америка.